# Eddy Guerrero
Eddy Guerrero (6 de enero de 1989) es una deportista venezolana que compitió en atletismo adaptado, especialista en la disciplina de lanzamiento de peso. Fue parte del conjunto femenino venezolano que asistió a los Juegos Paralímpicos de Londres 2012 donde alcanzó el octavo lugar en el lanzamiento de bala categoría F20.
A nivel continental, participó en los Juegos Parapanamericanos de 2011 en Guadalajara, donde ganó la medalla de plata en lanzamiento de bala en la categoría F20; mientras que ha representado a su país en varios campeonatos nacionales e internacionales donde ha ganado varias preseas.